# Ardanovce
Ardanovce (allemand : Ardanowitz, hongrois : Ardanócz) est un village de Slovaquie situé dans la région de Nitra.
En 2011, le village comptait 223 habitants.

## Ressources généalogiques
Les documents nécessaires à la recherche généalogique sont disponibles aux archives d'État "Statny Archiv" à Nitra, Slovaquie.
- Registres paroissiaux catholiques romains (naissances/mariages/décès) : 1822-1895 (paroisse A)
- Les documents du recensement de 1869 d'Ardanovce sont disponibles aux archives d'État.

## Histoire
Première mention écrite du village en 1317.

## Démographie

### Évolution de la population
| Année:               | 1994. | 2004.   | 2014.    | 2024.    |
| -------------------- | ----- | ------- | -------- | -------- |
| Nombre de personnes: | 234   | 239     | 209      | 233      |
| Différence:          |       | +2,13 % | -12,55 % | +11,48 % |

| Année:               | 2023. | 2024.   |
| -------------------- | ----- | ------- |
| Nombre de personnes: | 221   | 233     |
| Différence:          |       | +5,42 % |

## External links
- http://en.e-obce.sk/obec/ardanovce/ardanovce.html
- http://www.ardanovce.ocu.sk
- Surnames of living people in Ardanovce